# Hans Eppstein
Hans Ernst Eppstein, född 25 februari 1911 i Mannheim, Tyskland, död 6 juli 2008 i Danderyd, var en svensk musikolog, musikpedagog, musikskriftställare och pianist.

## Biografi
Eppstein avlade tysk filosofie doktorsexamen i Bern 1934 på en avhandling om Nicolas Gombert och blev svensk filosofie doktor 1966 på en avhandling om Bachs sonater. Han var studierektor vid Framnäs folkhögskola 1957–1963, lektor vid musikhögskolan i Göteborg 1965–1966 och docent i musikvetenskap vid Uppsala universitet 1966–1977. Eppstein var medarbetare i lexikonet Tonkonsten 1948–1957 (huvudredaktör från 1953). Han var huvudredaktör för Monumenta musicae Sveciae från 1972 och medarbetare i Sohlmans musiklexikon, andra upplagan.
Hans Eppstein var dirigent för Stockholms madrigalsällskap 1943–1945 och styrelseledamot av Sveriges pianolärarförbund. Han är gravsatt på Djursholms begravningsplats.

## Priser och utmärkelser
- 1979 – Ledamot nr 824 av Kungliga Musikaliska Akademien
- 1985 – Medaljen för tonkonstens främjande